# Dragons of Flame (videojuego)
Dragons of Flame (ドラゴン・オブ・フレイム Doragon obu Fureimu?) es un videojuego de acción-aventura de 1989 para la Amiga, Amstrad CPC, Atari ST, Commodore 64, FM Towns, NES, MS-DOS, NEC PC-9801 y la ZX Spectrum, desarrollado por U.S. Gold y Atelier Double, este último solo para la NES, y distribuido por Strategic Simulations, Inc. y U.S. Gold. Es una secuela del videojuego Heroes of the Lance.

## Trama
Se basa en el segundo módulo de Dragonlance, Dragons of Flame, y la segunda mitad de la primera novela de Dragonlance, Dragons of Autumn Twilight. La trama es una representación fiel de los libros en los que se basa. 

## Jugabilidad
Al igual que Heroes of the Lance, está orientado a arcade, con pocos elementos de rol. El estilo del juego es muy parecido a su predecesor, lucha en movimiento horizontal controlando un personaje a la vez. 

## Desarrollo
Dragons of Flame se adaptó del módulo de aventura impreso Dragons of Flame. El juego Shadow Sorcerer es una secuela de la historia de este juego, pero tiene una jugabilidad bastante diferente. 

## Recepción
Dragons of Flame fue exitoso para SSI, vendiendo 55 711 copias. Según GameSpy, "aunque el número de personajes se incrementó a 10, la jugabilidad siguió siendo la misma, hack-and-slash, desplazamiento lateral, marcando esto como otra entrada menos que estelar en el currículum de SSI".
La revista ST Action revisionó la versión de la Atari ST, dándole un puntaje general del 73%, afirmando que "Cuando US Gold anunció que iban a producir una gama de juegos de Advanced Dungeons and Dragons, pensé que íbamos a tener los habituales RPG con gráficos malos. ... Me han demostrado que estaba muy equivocado. Este último juego parece ofrecer desafíos mayores que los de su predecesor, Heroes of the Lance. ... Lo que noté sobre Dragons of Flame fue la jugabilidad. Aunque el juego utiliza menús complejos, todos se han diseñado de una manera amigable y fácil de usar". ST Action también elogió la variedad de monstruos, gráficos y una jugabilidad "bien implementada".

## Comentarios
- Alan (julio de 1992). «Review: Dragons of Flame» (review). Sinclair User (en inglés) (125): 43. ISSN 0262-5458. Consultado el 29 de marzo de 2007.
- «Replay: Dragons of Flame» (review). Your Sinclair (en inglés) (78): 74. junio de 1992. ISSN 0269-6983. Consultado el 29 de marzo de 2007.
- «Dragons of Flame» (review). Your Sinclair (en inglés) (58): 82. octubre de 1990. ISSN 0269-6983. Consultado el 29 de marzo de 2007.